# Cityringen
Inte att förväxla med Ringbanen eller Kringen.

Karta över metronätet efter utbyggnaden 2020, med linjerna M3 och M4 i Cityringen.

Cityringen är en linje i Köpenhamns metro. Det är en ringlinje, det vill säga det finns inga ändstationer på linjen. Den öppnades för trafik den 29 september 2019. Cityringen är 15,5 km lång exklusive sidolinje, och går helt i tunnel.
Cityringen knyter ihop Københavns Hovedbanegård (anslutning till S-tåg, fjärrtåg och Öresundståg), Rådhuspladsen, Kongens Nytorv (anslutning till metrolinjerna M1 och M2), Østerport (anslutning till S-tåg, fjärrtåg och Öresundståg), Nørrebro (anslutning till S-tåg) och Frederiksberg (anslutning till metrolinjer M1 och M2). Ringen trafikeras av linje M3, och delvis av linje M4.
Dessutom finns en sidolinje till Nordhavn, som sedan 28 mars 2020 trafikeras av linje M4 mellan Københavns Hovedbanegård och Orientkaj.

## Historia
Cityringen är den fjärde etappen i utvecklingen av Köpenhamns metro. Beslut att bygga banan togs den 1 juni 2007. Arbetet med att bygga banan påbörjades 2009 och beräknades vara färdigt år 2018. Projektet fördyrades och försenades, och öppningsdatumet blev i september 2019.

## Stationer
| Station                          | Övergångar                                                             |
| -------------------------------- | ---------------------------------------------------------------------- |
| København H                      | Övergång till S-tåg, Öresundståg och fjärrtåg, startpunkt för M4       |
| Rådhuspladsen                    |                                                                        |
| Gammel Strand                    |                                                                        |
| Kongens Nytorv                   | Övergång till M1 och M2                                                |
| Marmorkirken                     |                                                                        |
| Østerport                        | Övergång till S-tåg, Öresundståg och regionaltåg, M4 lämnar Cityringen |
| Trianglen                        |                                                                        |
| Poul Henningsens Plads           |                                                                        |
| Vibenshus Runddel                |                                                                        |
| Skjolds Plads                    |                                                                        |
| Nørrebro                         | Övergång till S-tåg                                                    |
| Nørrebros Runddel                |                                                                        |
| Nuuks Plads                      |                                                                        |
| Aksel Møllers Have               |                                                                        |
| Frederiksberg                    | Övergång till M1 och M2                                                |
| Frederiksberg Allé               |                                                                        |
| Enghave Plads                    |                                                                        |
| København H (cirkeln fullbordad) |                                                                        |